# Fundusz Aktywizacji Zawodowej Skazanych oraz Rozwoju Przywięziennych Zakładów Pracy
Fundusz Aktywizacji Zawodowej Skazanych oraz Rozwoju Przywięziennych Zakładów Pracy – fundusz celowy utworzony 8 marca 2011 w wyniku nowelizacji ustawy z dnia 28 sierpnia 1997 o zatrudnianiu osób pozbawionych wolności (Dz.U. z 2023 r. poz. 1559) w miejsce uprzednio funkcjonującego Funduszu Rozwoju Przywięziennych Zakładów Pracy. Fundusz funkcjonuje jako wydzielony rachunek bankowy, którego dysponentem jest Dyrektor Generalny Służby Więziennej.
Przychodami Funduszu są wpłaty środków pieniężnych dokonywane przez przywięzienne zakłady pracy z tytułu uzyskanych przez te zakłady zwolnień określonych w artykule 6 ustawy o zatrudnianiu osób pozbawionych wolności oraz z tytułu dokonywanych na podstawie art. 125 § 1 ustawy z dnia 6 czerwca 1997 Kodeks karny wykonawczy (Dz.U. z 2024 r. poz. 706) wpłat przez jednostki penitencjarne Służby Więziennej w wysokości 45% wynagrodzeń przysługujących osobom pozbawionym wolności, skierowanym do odpłatnego zatrudnienia.
Środki Funduszu przeznacza się (zgodnie z ustawą z dnia 28 sierpnia 1997 o zatrudnianiu osób pozbawionych wolności) na finansowanie działań w zakresie resocjalizacji osadzonych, w szczególności na:
- tworzenie nowych miejsc pracy dla skazanych oraz ochronę istniejących,
- tworzenie w jednostkach penitencjarnych Służby Więziennej infrastruktury niezbędnej dla działań resocjalizacyjnych,
- modernizację przywięziennych zakładów pracy i ich produkcji,
- organizowanie nauki zawodu i doskonalenia zawodowego dla osób pozbawionych wolności,
- organizowanie szkolenia w zakresie aktywizacji zawodowej i umiejętności poszukiwania pracy.

Obsługą Funduszu Aktywizacji Zawodowej Skazanych oraz Rozwoju Przywięziennych Zakładów Pracy zajmuje się Biuro Kwatermistrzowsko-Inwestycyjne Centralnego Zarządu Służby Więziennej mieszczącego się na ulicy Rakowieckiej 37A w Warszawie.